# Simeon Antonio
Simeon Antonio – miejscowość (plaats) i strefa (zone) w regionie Oranjestad-Oost w środkowo-zachodniej części kraju autonomicznego Aruba, należącego do Holandii, w Ameryce Południowej. 1 stycznia 2020 r. liczyła 1236 mieszkańców. Strefa graniczy na północy z portem lotniczym Królowej Beatrycze.

## Podział administracyjny
W skład strefy wchodzi jedna miejscowość
- Simeon Antonio

## Demografia
Strefa liczy 1236 mieszkańców (1 stycznia 2020).
| Kobiety | Mężczyźni |
| ------- | --------- |
| 605     | 631       |